# Club Voleibol Sant Pere i Sant Pau
El  Club Voleibol Sant Pere i Sant Pau  és un club de voleibol català de la ciutat de Tarragona.
Neix oficialment el 23 d'abril de 1982 a l'escalf del Col·legi Públic Sant Pere i Sant Pau, el club escolar del qual competia des de 1977. La temporada 1984-85 es crea el primer equip absolut. Posteriorment es crearen el Campus de Voleibol (1989) i les Escoles de Voleibol (1990) amb l'objectiu de promoure la iniciació i formació d'aquest esport. El 1990 s'inaugura el Pavelló Municipal de Sant Pere i Sant Pau. El 1996 assoleix l'ascens a la divisió d'honor estatal.

## Història
A les acaballes dels anys 70 del segle passat al Col·legi Públic de St. Pere i St. Pau s'organitzaven una gran quantitat d'activitats. L'Associació de Pares d'Alumnes de l'escola era una gestora capaç. S'organitzaven un munt d'activitats extraescolars on gairebé el cent per cent de l'alumnat hi prenia part. Igual que ara, l'esport concentrava la major quantitat de participants. Aquella associació de pares estava presidida per un salmantí d'arrels però tarragoní d'adopció. Alfonso Periáñez havia format un gran equip de col·laboradors voluntaris. En aquesta confluència de gent, José Ángel González “Pepe” es va fer càrrec de la secció de voleibol. Un esport gairebé desconegut al barri per aquella època. Vet aquí que de sobte aquest esport començava a destacar sobre el altres. Esportivament els equips no anaven malament però el que més diferenciava aquest esports amb d'altres, era la fidelitat amb la que els seus participants continuaven amb l'activitat any rere any. Què tenia el voleibol que feia que la gent s'hi “enganxés” d'aquella manera? Era la constància i saber fer de l'entrenador? La velocitat amb què s'aconseguien els èxits esportius? La mateixa idiosincràsia del voleibol? O simplement que la gent que es va ajuntar per practicar el vòlei s'avenien tant bé què els companys d'equip es van convertir en amics i a l'inrevés... Doncs bé el primer èxit notable va ser l'any 1982 amb el subcampionat escolar infantil de Catalunya. I els nens i nenes de l'escola es van anar fent grans i l'esport escolar es quedava curt per l'ambició i les ganes de continuar en aquest esport que aquells pioners mostraven. L'abril del 1982 naixia des de la mateixa Associació de Pares d'Alumnes el Club Voleibol St. Pere i St. Pau. Els primers partits se celebraven a la mateixa escola. Fins que el diferents ascensos que el club va assolir requerien d'una instal·lació coberta. El primer equip del club, a la vegada que seguia entrenant de 10 a 12 de la nit a les pistes del col·legi, havia de jugar com a local al Casal del Morell i més tard al Nou Poliesportiu de Camp Clar. Continuava el progressiu augment de participants i es va aconseguir que sota el mandat de l'Alcalde Recasens es projectés un Pavelló de al barri de St. Pere i St. Pau. L'Alcalde Nadal el va inaugurar al 1990, des de llavors tot va canviar... Es va fer un salt qualitatiu i quantitatiu dels participants, es fan diversos equips per categoria tant en homes com en dones, fins i tot es va crear la secció de Bàsquet!Es va pujar a Primera Divisió Catalana, i l'any següent a Primera Divisió Nacional. En tan sols tres anys l'equip ja era a la Divisió d'Honor del Voleibol. Un fenomen difícil de trobar en un altre club de barri de Catalunya.